# Баян-Хара
Баян-Хара (Байїньхар; кит. 白银哈尔站, пін. Báiyínhāěr Zhàn) — залізнична станція в КНР, розміщена на Цзінін-Ерляньській залізниці між станціями Уланьхуа і Баян-Гол.
Розташована в хошуні Сунід – Правий стяг (аймак Шилін-Гол, автономний район Внутрішня Монголія). Відкрита в 1954 році.